# Nymphoides beaglensis
Nymphoides beaglensis är en vattenklöverväxtart som beskrevs av H.I. Aston. Nymphoides beaglensis ingår i släktet sjögullssläktet, och familjen vattenklöverväxter. Inga underarter finns listade i Catalogue of Life.